# Буфало (Канзас)
Буфало (енгл. Buffalo) град је у америчкој савезној држави Канзас.

## Демографија
По попису из 2010. године број становника је 232, што је 52 (-18,3%) становника мање него 2000. године.
| Група             | 2000.       | 2010.       |
| Белци             | 273 (96,1%) | 225 (97,0%) |
| Афроамериканци    | 1 (0,4%)    | 0 (0,0%)    |
| Азијати           | 0 (0,0%)    | 0 (0,0%)    |
| Хиспаноамериканци | 2 (0,7%)    | 2 (0,9%)    |
| Укупно            | 284         | 232         |